# Bronzebüste eines unbekannten Königs
Die Bronzebüste eines unbekannten Königs (Inv.-Nr. PM 384) gehört zu den bedeutendsten Objekten der Sammlung des Roemer- und Pelizaeus-Museums Hildesheim. Sie stellt eine absolute Rarität dar, da nur wenige Großbronzen aus dem alten Ägypten erhalten geblieben sind. Der König trägt die „Blaue Krone“, den sogenannten Kriegshelm (Chepresch), mit dem Uräus über der Stirn, dem Zeichen seiner Macht und seines Amtes.

## Fundort und Erwerbungsgeschichte
Wilhelm Pelizaeus erwarb die Büste eines Königs auf dem Kairoer Kunstmarkt, vermutlich 1906 oder 1907 zusammen mit den sogenannten Horbeit-Stelen aus dem heutigen Qantir (Ostdelta), der ehemaligen Hauptstadt von Ramses II. Pi-Ramesse und schenkte sie seiner Heimatstadt Hildesheim. Wilhelm Pelizaeus ging davon aus, dass es sich um Ramses II. handelte, denn der Kunsthändler aus Kairo behauptete, auch das Königsbildnis stamme vom Fundort der Horbeit-Stelen. Heute wird sie jedoch in die Spätzeit, 29. bis 30. Dynastie, ca. 400 bis 340 v. Chr. datiert, weil die Helmkrone für diese Zeit typische gedrungene Proportionen aufweist. Der Fundort lässt sich nicht bestimmen.

## Maße und Material
Die Büste ist 39,5 cm hoch, 25 cm breit und 24,5 cm tief. Die hohlgegossene Büste ist aus Bronze gearbeitet, die bei ihrem Erwerb durch Wilhelm Pelizaeus mit einer grünen Patina überzogen war. Die Anwesenheit von Feuchtigkeit kann selbst in geringer Konzentration fortschreitende chemische Reaktionen in der Korrosionsschicht auslösen, die zu Löchern im Material führten, sogenannten Bronzefraß. Die Büste ist deshalb, seit sie zur ägyptischen Sammlung des Roemer- und Pelizaeus-Museum gehört, in einer luftdicht abgeschlossenen Vitrine untergebracht.

## Darstellung
Eine gründliche konservatorische Untersuchung und anschließende langwierige Restaurierung legten die Feinheiten dieses fast lebensgroßen Königsbildnisses frei, die unter einer dicken grünen Korrosionsschicht verborgen gelegen hatten. Der Herrscher ist mit einem relativ schmalen Kopf und von ernster Gelassenheit geprägten Gesichtszügen dargestellt. Die Büste zeigt einen mit dem Kopf verbundenen Brustausschnitt in Form eines ägyptischen Brustkragens, der wie der einer klassischen Porträtbüste wirkt. Der Halsausschnitt der Büste ist original; er lässt den Schluss zu, es handle sich hier um den Kopfteil einer aus verschiedenen Materialien zusammengesetzten Kompositstatue, deren Körper nicht erhalten blieb. Die Augenbrauen sind in erhabenem Relief gearbeitet, ebenso die Schminkstriche um die weit geöffneten Augen. Die Nase ist schmal und gerade, der Mund weist volle, geschwungene Lippen auf; die Ohren liegen flach am Schädel an. Der Uräus auf der Krone ist gesondert angesetzt. Der Leib der Schlange, deren Schwanz bis in die Mitte des Kopfes hinaufreicht, ist mit fein ziselierten Schuppen graviert. Ihr Körper windet sich in einer achtförmigen Doppelschleife hinter dem Brustschild und läuft in Wellen auf der Helmkrone aus. Eisennägel, die den Gusskern festhielten, sitzen in den Gehörgängen. Das Augenweiß ist teilweise mit Goldfolie ausgelegt gewesen. Die edlen Gesichtszüge sind ein wenig beeinträchtigt durch den steifen großen Königsbart, welcher am Kinn befestigt ist. Er ist durch einen schmalen Steg mit Hals und Brust verbunden und verläuft nach unten etwas breiter. Es gibt keine Vergleichsstücke aus Bronze, insofern ist dieses Bildnis bisher ohne direkte Parallele geblieben. Es stellt ein einmaliges Beispiel dar für die hoch entwickelten metallurgischen und toreutischen Kenntnisse der Ägypter.